# Biestrzykowo
Biestrzykowo – kolonia w Polsce, w województwie warmińsko-mazurskim, w powiecie mrągowskim, w gminie Mrągowo.
Do 31 grudnia 2023 miejscowość była częścią wsi Wyszembork.